# Łagisza (gromada)
Łagisza – dawna gromada, czyli najmniejsza jednostka podziału terytorialnego Polskiej Rzeczypospolitej Ludowej w latach 1954–1972.
Gromady, z gromadzkimi radami narodowymi (GRN) jako organami władzy najniższego stopnia na wsi, funkcjonowały od reformy reorganizującej administrację wiejską przeprowadzonej jesienią 1954 do momentu ich zniesienia z dniem 1 stycznia 1973, tym samym wypierając organizację gminną w latach 1954–1972.
Gromadę Łagisza z siedzibą GRN w Łagiszy (wówczas wsi; obecnie w granicach Będzina) utworzono – jako jedną z 8759 gromad na obszarze Polski – w powiecie będzińskim w woj. stalinogrodzkim, na mocy uchwały nr 14/54 WRN w Stalinogrodzie z dnia 5 października 1954. W skład jednostki wszedł obszar dotychczasowej gromady Łagisza ze zniesionej gminy Łagisza oraz kolonia Jazowe z miasta Grodziec w tymże powiecie. Dla gromady ustalono 27 członków gromadzkiej rady narodowej
29 lutego 1956 do gromady Łagisza przyłączono kolonię Gródków-Pustkowie z gromady Psary w tymże powiecie.
20 grudnia 1956 województwo stalinogrodzkie przemianowano (z powrotem) na katowickie.
31 grudnia 1961 do gromady Łagisza przyłączono przysiółek Stachowe z gromady Psary w tymże powiecie.
1 stycznia 1969 gromadę Łagisza zniesiono w związku z nadaniem jej statusu miasta (1 stycznia 1973 Łagisza stała się częścią Będzina).